# كلايف توماس
كلايف توماس (بالإنجليزية: Clive Thomas)‏ هو حكم كرة قدم بريطاني، ولد في 22 يونيو 1936 في Treorchy ‏ في المملكة المتحدة.

## وصلات خارجية
- كلايف توماس على موقع Soccerway.com (الإنجليزية)